# A Poor Wife's Devotion
A Poor Wife's Devotion er en amerikansk stumfilm fra 1909 af Sidney Olcott.